# Sartajada
Sartajada es un municipio de España perteneciente a la provincia de Toledo, en la comunidad autónoma de Castilla-La Mancha. Cuenta con una población de 100 habitantes (INE 2024).

## Toponimia
El vocablo Sartajada se relaciona con sartín, un tipo de plata de baja calidad. Este mineral se extraía de un lugar cercano al pueblo, denominado La Mina, en la falda este del paraje conocido como Los Gijos, debido a las piedras desnudas que permanecen tras la extracción minera.

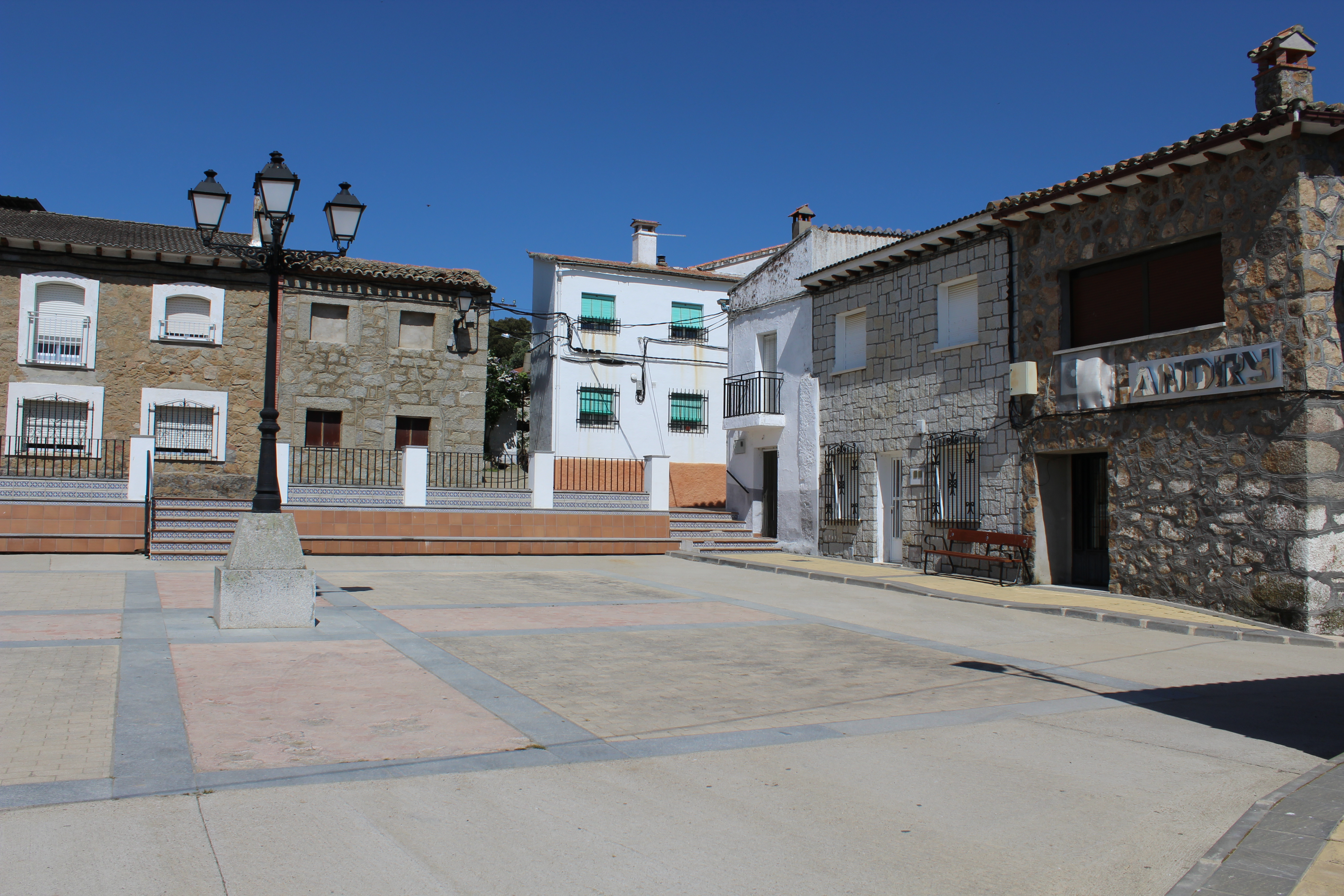
Plaza del Conde

El topónimo Dehesa del Moro alude al municipio de Navamorcuende (Navas del moro conde), del que se desgajó para formar Ayuntamiento propio. El topónimo Alcornocoso viene de la presencia abundante de alcornoques, hoy sustituidos por el encinar. Una de sus calles es la del Locum (en latín: 'lugar') que alude a su antigua condición de población sin Ayuntamiento propio (similar a aldea o parroquia). Como curiosidad, en la ciudad de Toledo también existe una calle del Locum. El arroyo más conocido del pueblo es Arroyolugar, por idéntica razón. 
En la zona próxima a Navamorcuende un paraje lleva el nombre de La Raña, derivado de braña, por su vegetación espesa de arbustos mediterráneos. En el camino hacia La Iglesuela del Tiétar se encuentra la fuente Sabina, cuyo nombre viene de los hermanos Vicente, Sabina y Cristeta, nacidos en Talavera de la Reina en el siglo III y perseguidos por los romanos al ser cristianos. Se refugiaron en la sierra de San Vicente y de ahí pasaron a Ávila, donde fueron apresados y martirizados.

## Geografía
Linda con los términos municipales de Mijares (provincia de Ávila) y La Iglesuela del Tiétar, Almendral de la Cañada y Navamorcuende (provincia de Toledo).

## Historia
Sartajada pertenecía a la Comunidad de Villa y Tierra de Ávila. Y dentro de ésta, al Señorío de Navamorcuende y San Román, bajo el poder de la familia Dávila y más tarde a los marqueses de Abranles. Su origen como población se remonta al siglo XVII. La casa más antigua está fechada en 1750, situada en la plaza Mayor y que dispone de dos enormes ménsulas abulenses, restos de un antiguo balcón. En la antigüedad Sartajada fue una villa, un término muy importante en el siglo XVI.
Hacia mediados del siglo XIX, la villa tenía contabilizadas una población de 90 habitantes. Aparece descrita en el decimotercer volumen del Diccionario geográfico-estadístico-histórico de España y sus posesiones de Ultramar de Pascual Madoz de la siguiente manera:

SARTAJADA: v. con ayunt. en la prov. de Toledo (14 leg.), part. jud. de Talavera de la Reina (5), dióc. de Avila (10), aud. terr. de Madrid (21), c. g. de Castilla la Nueva. sit. en el centro del valle de Tietar; es de clima templado, ventilado de todos aires, y se padecen tercianas y afecciones al bazo. Tiene 30 casas, la de ayunt., cárcel, escuela dotada con 720 rs. de los fondos públicos, á la que asisten 8 niños; igl. parr. (Santiago) con curato de entrada, de patronato del señor duque de Abrantes, y en los afueras el cementerio. Se surte de aguas potables en una fuente y pozo con caño, de buena calidad. Confina el térm. por N. con el de Mijares (Avila); E. Iglesuela; S. Almendral, y O. Navamorcuende, á dist. de 1 leg. próximamente, y comprende los montes de encina llamados Motilla y Laderas, con bosques de jara y chaparro, y tierras de labor. Le baña el r. Tietar, que deslinda su jurisd. al N.; el arroyo Torines que lo hace al E., con un puente pequeño de piedra y un molino harinero. El terreno es de secano y de inferior calidad: los caminos vecinales: el correo se recibe en Navamorcuende por balijero tres veces á la semana. prod.: centeno, trigo y cebada, se mantiene ganado de cerda, vacuno, lanar y cabrio, y se cria caza menuda. pobl.: 23 vec., 90 alm. cap. prod.: 108,200 rs. imp:: 2,915. contr.: segun el cálculo general de la prov. 74'48 por 100. presupuesto municipal: 6,764, que se cubre con el fruto de bellota y yerbas.
(Madoz, 1849, p. 868)

## Administración
| Periodo   | Nombre                                                                             | Partido   |
| --------- | ---------------------------------------------------------------------------------- | --------- |
| 1979-1983 | Eduardo Álvarez Hernández                                                          | UCD       |
| 1983-1987 | Eduardo Álvarez Hernández                                                          | AP/PDP/UL |
| 1987-1991 | Jesús María Martín González José María González de Buitrago Gómez (1988)           | CDS       |
| 1991-1995 | José María González de Buitrago Gómez                                              | PP        |
| 1995-1999 | José María González de Buitrago Gómez                                              | PP        |
| 1999-2003 | José María González de Buitrago Gómez (31/10/2002) Luis Alberto Fernández Blázquez | PP        |
| 2003-2007 | Luis Alberto Fernández Blázquez                                                    | PP        |
| 2007-2011 | Luis Alberto Fernández Blázquez                                                    | PP        |
| 2011-2015 | Luis Alberto Fernández Blázquez                                                    | PP        |
| 2015-2019 | Luis Alberto Fernández Blázquez                                                    | PP        |

## Demografía
Cuenta con una población de 100 habitantes (INE 2024).
| Gráfica de evolución demográfica de Sartajada entre 1842 y 2021                                                       |
| |
| Población de derecho según los censos de población del INE. Población de hecho según los censos de población del INE. |

| 111           | 103 | 109 | 116 | 121 | 119 | 118 | 127 | 122 | 127 | 99 | 97 | 94 |
| (Fuente: INE) |     |     |     |     |     |     |     |     |     |    |    |    |

NOTA: Las cifras de 1996 están referidas a 1 de mayo y las demás a 1 de enero.
La bajada de población se debe a la mortalidad y al éxodo rural.

## Patrimonio histórico-artístico
A destacar la iglesia parroquial de Santiago Apóstol, el puente romanomedieval de la garganta Torina, el Ayuntamiento y las construcciones de sus casas habiendo hoy día algunas del siglo xviii. En la garganta Torinas también hay un molino de origen visigodo.

## Vistas
Sus alrededores están rodeados de cerros y laderas de vegetación mediterránea, así como por la ribera del río Tiétar. Destaca la Dehesa del Moro, de propiedad privada, por su extensión y actividad ganadera. La alfarería, típica desde hace siglos y por la cual es conocido el municipio, como el pueblo de los botijos. 
También en las afueras del pueblo hay un campo de futbol y un parque donde juegan los niños y antiguamente molían el trigo. 
Dentro de la población podemos ver casas tradicionales de piedra y teja árabe. La casa más antigua está al lado del Ayuntamiento, es del siglo XVIII y se conserva en un buen estado. Sus calles y plazas más importantes son: la calle del Locum, plaza del Conde, la plaza de la Constitución (por la de 1931 —como curiosidad permaneció el nombre durante el franquismo— y donde están las casas consistoriales), la calle y plaza de la Iglesia, etc.